# مگس پریسا
مگس پریسا حشره‌ای است پروازگر که در مناطق استوایی زندگی می‌کند. طول این حشره ۰٫۵ تا ۱ میلی‌متر است. این حشره یکی از کوچکترین حشرات دنیا است.